# تام باتامور
تام باتامور (به انگلیسی: Thomas Bottomore) با نام کامل توماس برتون باتومور؛ (۸ آوریل ۱۹۲۰، انگلستان-۹ دسامبر ۱۹۹۲، ساسکس، انگلستان) جامعه‌شناس، مارکسیست بریتانیایی بود.
باتامور در سال‌های ۱۹۵۳ تا ۱۹۵۹ دبیر و در سال‌های ۱۹۷۴–۱۹۷۸ هشتمین رئیس انجمن بین‌المللی جامعه‌شناسی (ISA) بود.
باتامور ویراستار و مترجم پرکار آثار مارکسیستی بود، به ویژه مجموعه‌هایی که در سال ۱۹۶۳ منتشر شد: نوشته‌های اولیه کارل مارکس و نوشته‌های منتخب در جامعه‌شناسی و فلسفه اجتماعی.

## شغل
باتامور در سال‌های ۱۹۶۴–۱۹۵۲در دانشکده اقتصاد لندن جامعه‌شناسی خواند. وی در ۱۹۶۷–۱۹۶۵ رئیس گروه «علوم سیاسی، جامعه‌شناسی و انسان‌شناسی» دانشگاه سیمون فریزر ونکوور بود و پس از اختلاف بر سر آزادی دانشگاه، آنجا را ترک کرد. وی از سال ۱۹۸۵–۱۹۶۸ استاد جامعه‌شناسی در دانشگاه ساسکس بود.
باتامور ویرایش و مشارکت در مجلات متعدد جامعه‌شناسی و علوم سیاسی و ویرایش «فرهنگ اندیشه مارکسیستی» در سال ۱۹۸۳ و ویرایش مشترک (با ویلیام اوتویت) «فرهنگ بلکول از اندیشه اجتماعی قرن بیستم» پس از مرگش، در سال ۱۹۹۳ منتشر شد.
باتامور عضو حزب کارگر (بریتانیا) بود.